# Meteorická fotografie
Meteorická fotografie je obor astrofotografie, který se věnuje fotografickému záznamu meteorů. Původně se fotografovalo běžnými nebo upravenými fotografickými přístroji; od 50. let 20. století se používají speciální bolidové kamery, které dokážou snímat celou oblohu.

## Historie
Náhodně se první meteor podařilo vyfotografovat koncem 19. století v Praze. První plánovaná fotografická pozorování meteoritů se začala provádět brzy po I. světové válce.
Nešlo však o každodenní systematické pozorování meteorů tak, jak je známe dnes. Fotografovalo se jen ve dnech výskytu meteorických rojů. V Československu to prováděl především astronom Josef Sýkora (1870–1944) na hvězdárně Josefa Friče v Ondřejově.
Zájem o fotografování meteorů byl tehdy výrazně podpořen dnes již legendární fotografií Josefa Klepešty (1895–1976). Ten 12. září 1923 fotografoval galaxii M31 v souhvězdí Andromedy. Během 4hodinové expozice mu zorným polem dalekohledu prolétl jasný bolid. Ve výsledné fotografii jsou proto zobrazeny oba dva objekty.
Po 2. světové válce začal se systematickým fotografováním bolidů v roce 1951 v Astronomickém ústavu v Ondřejově Zdeněk Ceplecha.. Zpočátku se používalo 5 jednotlivých kamer, ale pro možnost výpočtu dráhy bolidu se začalo fotografovat současně ze 2 míst.

## Bolidová kamera
Od 50. let 20. století se k fotografickému záznamu meteorů používají speciální bolidové kamery, které dokážou snímat celou oblohu. Zároveň jde z jejich záznamů získat i další informace o meteoru – jeho rychlost, přesný okamžik přeletu apod.

### První bolidové kamery
Zdeněk Ceplecha vylepšoval snímání meteorů a v roce 1955 sestrojil za spolupráce vedoucích astronomů Vladimíra Gutha (1905–1980) a Františka Linka (1906–1984) první skutečnou bolidovou kameru. Skládala se z 10 relativně jednoduchých individuálně vyrobených fotografických přístrojů (kamer) s objektivy o ohniskové vzdálenosti f=180 mm. Snímalo se na skleněné fotografické desky 9×12 cm. Před těmito kamerami rotoval dvouramenný sektor, který přerušoval vyfotografovanou stopu meteoru pravidelnými tmavšími úseky (z jejich vzdálenosti je pak možno zjistit rychlost meteoru).

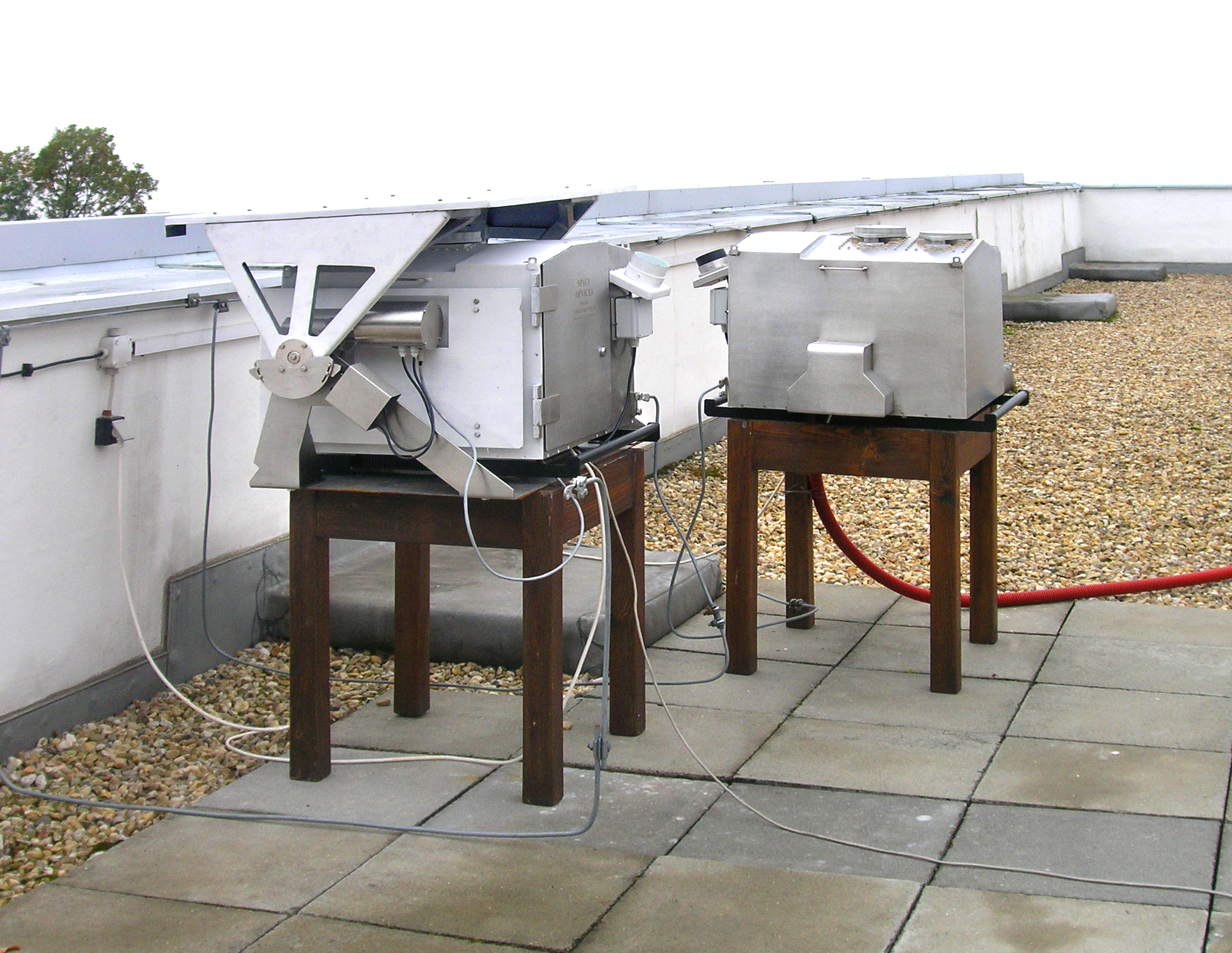
Automatické bolidové kamery v Astronomickém ústavu na Ondřejově

Tato soustava kamer byla umístěna v Astronomickém ústavu v Ondřejově. Obdobná soustava se nacházela v 40 km vzdálené Prčici. Z kombinace snímků z Ondřejova a z Prčice se pak počítaly důležité parametry dráhy bolidu – přesná poloha a výška nad zemí.

### Moderní Automatická bolidová kamera
Současné Automatické bolidové kamery vyvíjí v České republice Oddělení meziplanetární hmoty Astronomického ústavu Akademie věd. Oproti předcházejícím typům mají mnoho dalších vylepšení, která jim umožňují pracovat desítky dnů bez obsluhy. V současnosti (rok 2008) pracuje téměř 20 těchto bolidových kamer v České republice a na Slovensku jako součást Evropské bolidové sítě. Pracují také v poušti Nullarbor v Austrálii.